# Radio Nordsee International

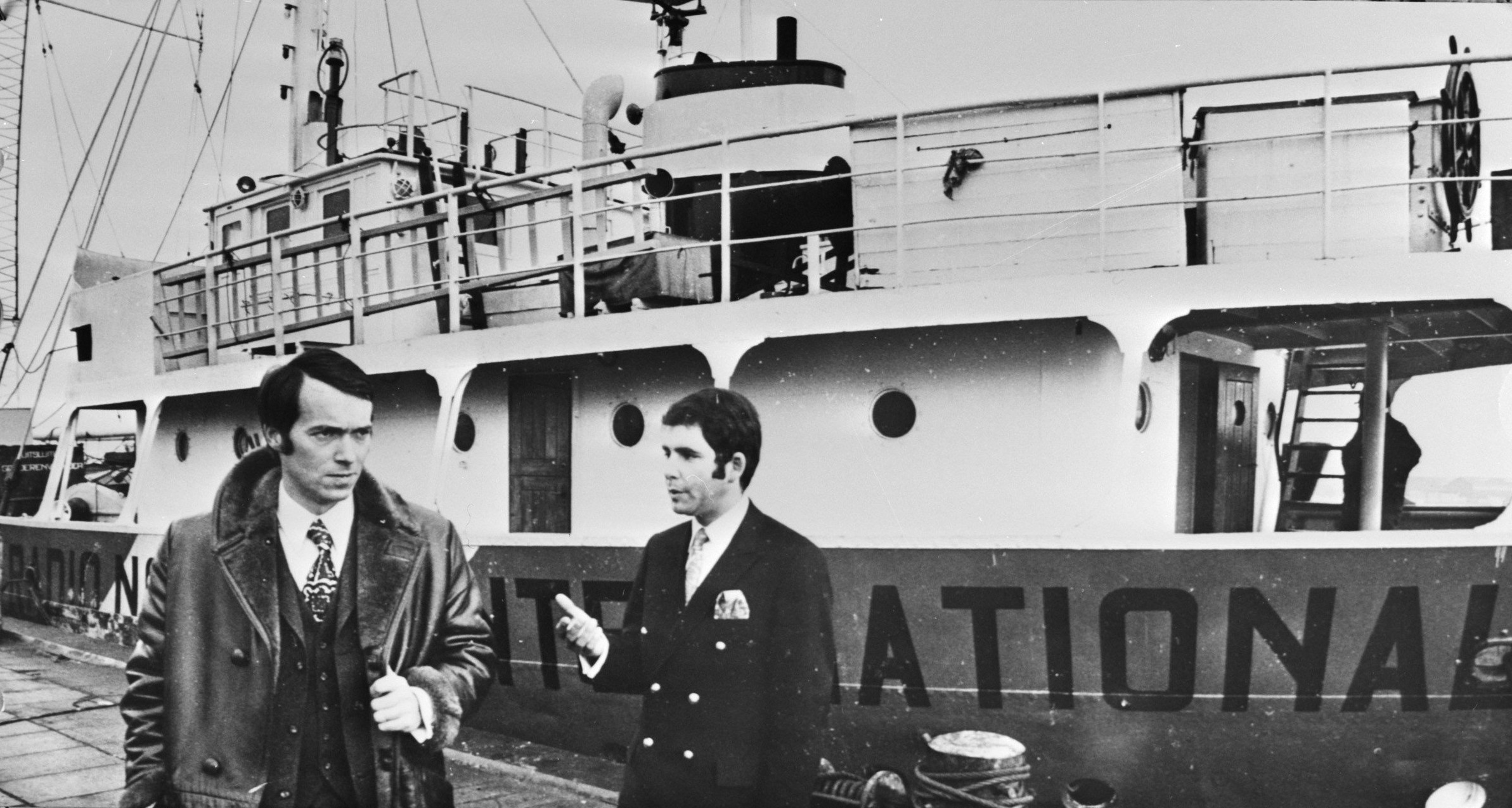
Die Schweizer Eigentümer Bollier und Meister vor dem Schiff von Radio Nordsee International

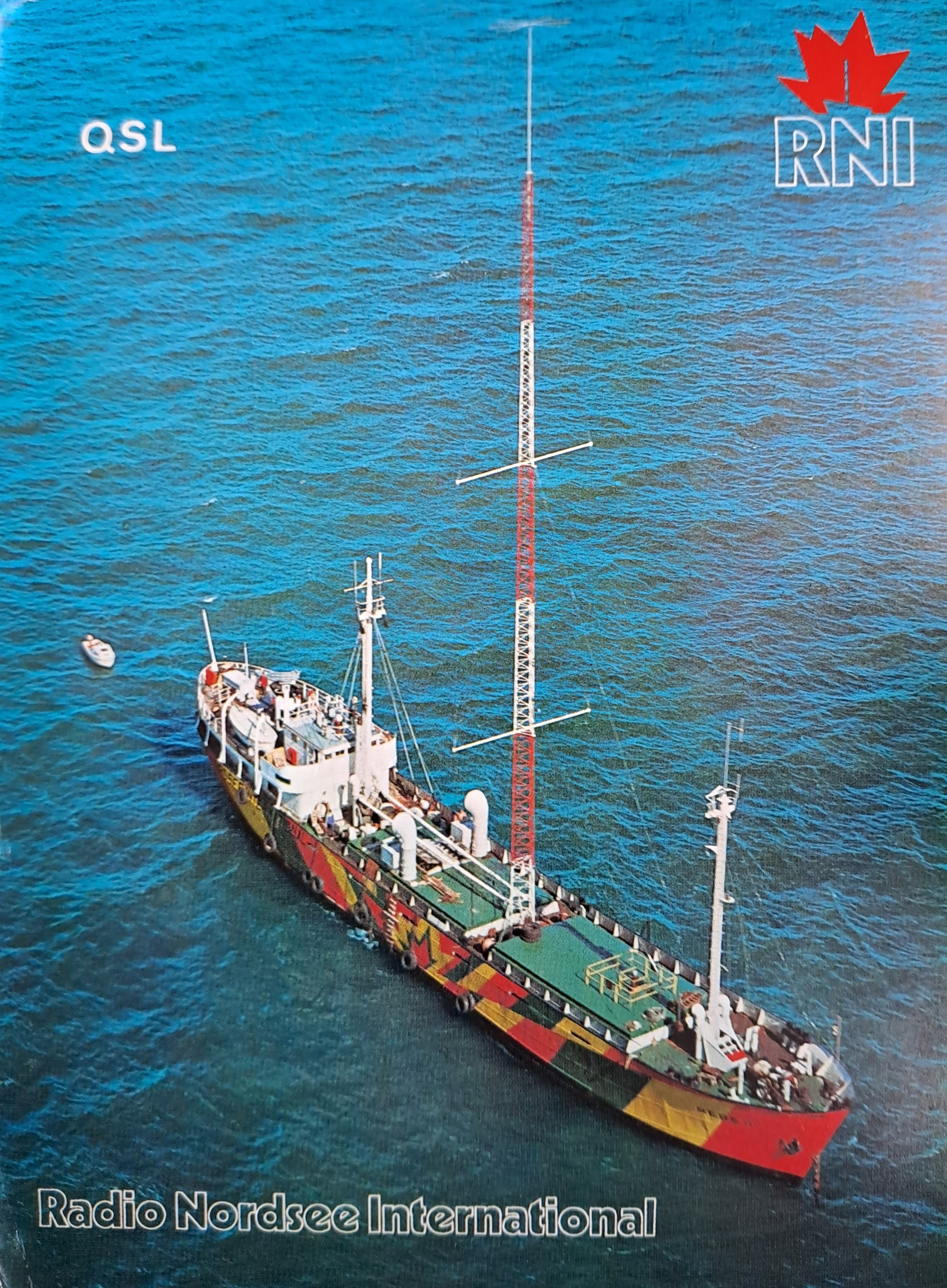
QSL-Karte von Radio Nordsee International von 1973

Radio Nordsee International (RNI; auch Radio Northsea International und Radio Noordzee Internationaal) war ein bekannter Piratensender Anfang der 1970er Jahre, der von einem Schiff auf der Nordsee aus sendete.

## Geschichte
Der Sender, zunächst von den Schweizer Erfindern der Bandenwerbung in Sportstadien, Norbert A. Gschwend und Cesar W. Lüthy, finanziert, wurde von den beiden Schweizern Erwin Meister und Edwin Bollier gegründet und startete am 23. Januar 1970 mit Testsendungen auf UKW von einem ehemaligen Frachtschiff, der „Silvretta“ (570 BRT), welches auf den Namen „Mebo 2“ (nach den Inhabern Me-ister und Bo-llier) umgetauft wurde. Die ursprünglich vorgesehene „Mebo 1“, ein umgebautes norwegisches Küstenwachschiff (ehem. Bjarkoy), erwies sich für die stürmische Nordsee als zu klein und diente zukünftig als Tender.

### Betrieb in niederländischen Gewässern
Am 22. Januar 1970 verließ die „Mebo 2“ den Hafen von Rotterdam und ankerte außerhalb der Dreimeilenzone vor der Küste von Noordwijk. Am 28. Februar 1970 startete mit der Erkennungsmelodie: „Man of Action“ von Les Reed der offizielle Sendebetrieb auf Deutsch und Englisch auf MW, 1610 kHz und UKW, 102 MHz. RNI sendete 18 Stunden am Tag aktuelle Pop- und Rockmusik. Dank des starken MW-Senders (105 kW) erreichte man nicht nur die ganzen Niederlande und Belgien, sondern auch weite Teile Nordwestdeutschlands und Südenglands. Innerhalb einer Woche erhielt das Zürcher Hauptquartier ca. 50.000 Briefe von begeisterten Hörern. Ende März 1970 verließ die Mebo 2 die niederländische Küste und ankerte vor der englischen Küste in internationalen Gewässern bei Clacton-on-Sea.

### Wechsel in englische Gewässer
Im April 1970 begann die Labour-Regierung, die ebenfalls das „Anti-Pirate-Law“ unterzeichnet hatte, die Frequenzen von RNI massiv mit Störsendern zu belegen. RNI unterstützte daraufhin die Konservativen im Wahlkampf. Die Tories gewannen die Wahl, aber die Störsender (Jamming) blieben und hörten erst auf, als die Mebo 2 im Juli 1970 wieder vor der holländischen Küste vor Scheveningen vor Anker ging. Es folgten Brandanschläge durch einen holländischen Nachtklubbesitzer und mehrere Frequenzwechsel aufgrund angeblicher Störmeldungen staatlicher Sender.

### Zwischenzeitliche Sendepause und endgültiges Ende
Gegen ein „Schweigegeld“ von einer Million Gulden durch den Konkurrenten „Radio Veronica“ verstummte RNI im Oktober 1970.
Nach Rückzahlung des Betrages an „Radio Veronica“ wurden die Sendungen im Februar 1971 mit einem holländisch-englischen Programm wieder aufgenommen. Ein weiterer Bombenanschlag am 15. Mai 1971 auf die Mebo 2 – der Sender und die Mebo 2 konnten gerade noch gerettet werden – veranlasste die niederländische Regierung, ebenfalls das „Anti-Pirate-Law“ (Marine Offence-Act) zu ratifizieren, das auch die Versorgung des Schiffes unter Strafe stellte. Ankerbrüche und schwere Beschädigungen am 52 Meter hohen Sendemasten durch Nordseestürme führten ab 1973 zu häufigen Sendeausfällen. Zusätzlich belasteten RNI Vorwürfe, nach Sendeschluss im Auftrag des MfS der DDR verschlüsselte Botschaften zu vermitteln. In Anbetracht der drohenden Schließung durch die niederländische Regierung startete RNI im Juli 1973 eine Legalisierungskampagne – jedoch vergebens: In der Nacht zum 1. September 1974 musste der Sendebetrieb (wie auch bei Radio Veronica) endgültig eingestellt werden.

### Verbleib der Sendeschiffe
Nach einer gründlichen Restaurierung 1976 sollte das Sendeschiff 1977 nach Italien verkauft werden und vor der italienischen Küste bei Genua als Radio Nova wieder auf Sendung gehen. Diese Pläne scheiterten und beide Schiffe, die Mebo 1 und die Mebo 2, mittlerweile in Almasira und El Fatah umbenannt, wurden an Libyen verkauft und sendeten von 1978 bis 1983 religiöse Programme für die Revolutionäre Volksarmee von Muammar al-Gaddafi. 1984 wurden sie im Golf von Sidra von der libyschen Marine versenkt.

## Technische Daten

### Technische Daten der Mebo 2
- Länge: 60 m
- Breite: 9 m
- Wasserverdrängung: 570 BRT
- Geschwindigkeit 11 Knoten

### Senderdaten
- MW-Sender: RCA 105 kW HF
- 2-KW-Sender: Brown Boveri 10 kW HF, RCA 10 kW HF
- UKW-Sender: Rohde & Schwarz 1 kW HF
- Höhe Sendemast: 52 m

### Frequenzen
- MW/AM: 220 m (1367 kHz)
- SW 1: 49-m-Band (6205 kHz)
- SW 2: 31-m-Band (9935 kHz)
- UKW/FM: 100 MHz (Kanal 44)